# Mitterberg (Etschtal)
Der Mitterberg (in älterer Literatur auch Mittelberg; italienisch Monte di Mezzo) ist ein etwa 14 km langer Bergrücken in Südtirol, der – dem Mendelkamm östlich vorgelagert – in Nord-Süd-Richtung durch das Etschtal verläuft. Der größtenteils dicht bewaldete Kamm trennt die Hügellandschaft des Überetsch vom Talboden des Unterlands mit dem Verlauf der Etsch.

## Geographie
Der nördlichste, von der Etsch umflossene Teil des Mitterbergs, in diesem Abschnitt auch als Kaiserberg bezeichnet, liegt auf dem Gebiet der Stadtgemeinde Bozen. In seinem mittleren Verlauf bricht der Mitterberg an der Ostflanke mit hohen, steilen Felswänden zum Unterland ab; von Westen hingegen, wo er zu den Überetscher Gemeinden Eppan und Kaltern gehört, zeigt er sich im Bereich des Großen und Kleinen Montiggler Sees bzw. der Ortschaft Montiggl nur als kleine Hügelkette. Seinen höchsten Punkt findet der Zug am Hohenbühl auf 690 m. Der Großteil des südlichen Mitterbergs liegt im Gemeindegebiet von Pfatten. Dort vermittelt der Kreiter Sattel (382 m) zwischen dem Versuchszentrum Laimburg und der Ortschaft Klughammer am Kalterer See den einzigen Straßenübergang über den Mitterberg. Auf den südlichen Ausläufern des Mitterbergs mit dem Laimbichl befinden sich die markanten Steinformationen der Rosszähne und in unmittelbarer Nachbarschaft die sogenannten Warmlöcher. Der Bergrücken endet schließlich an einem Steilabfall, unter dem der zu Pfatten gehörige Weiler Gmund liegt.
Der Mitterberg ist aus der Etschtaler Vulkanit-Gruppe (Bozner Quarzporphyr) aufgebaut. Er befindet sich im Einflussbereich von Luftströmungen aus dem Mittelmeerraum, welche eine wärmeliebende Vegetation mit Edelkastanie, Mannaesche, Zürgelbaum und Flaumeiche begünstigen. Auf Trockenrasen gedeihen Steifhalm (Kengia serotina), Goldschopf-Aster, Zahntrost und andere Besonderheiten. Im zeitigen Frühling ist im Fabiontal (auch Frühlingstal) jährlich ein beachtlicher Besucheransturm zu verzeichnen; Grund dafür sind die blühenden Frühlingsknotenblumen, die den Boden auffallend mit einem weißen Teppich überziehen.

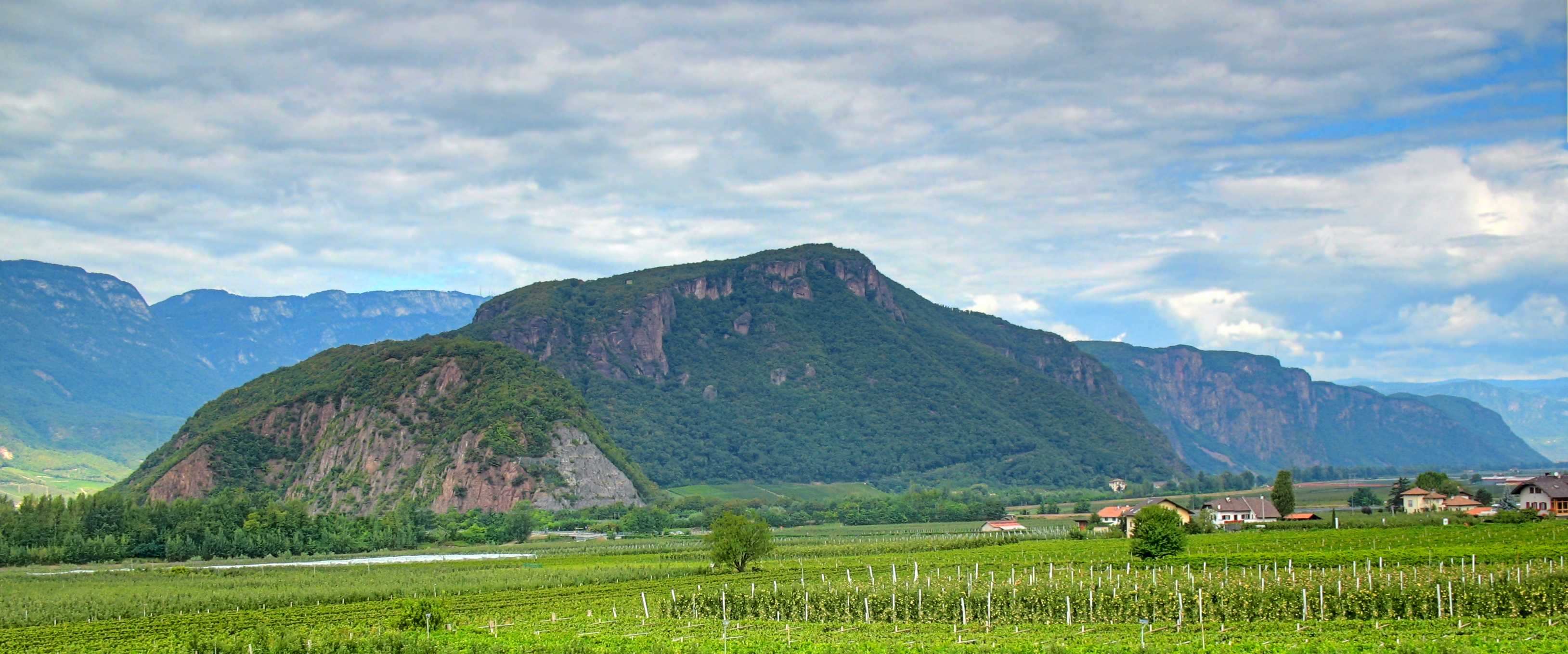
Blick auf den Mitterberg, vom südöstlich gelegenen Auer aus gesehen

## Menschliche Spuren am Mitterberg

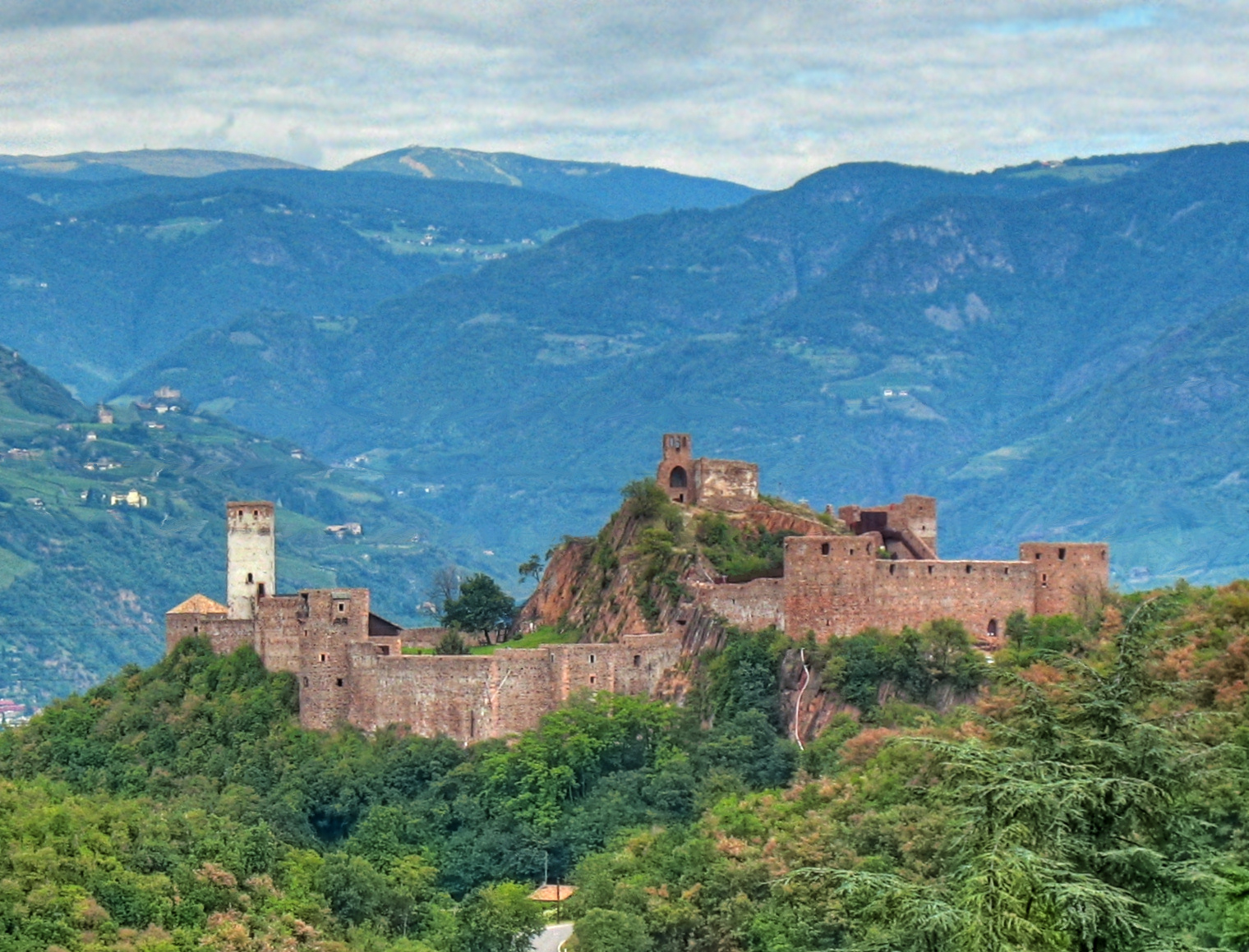
Am nördlichen Ende des Mitterbergs befindet sich Schloss Sigmundskron.

Im Umfeld des Mitterbergs wurden zahlreiche Spuren der Ur- und Frühgeschichte entdeckt. Auf die Jungsteinzeit geht beispielsweise eine Siedlung auf dem „Pigloner Kopf“ am südlichen Ende des Bergrückens zurück. Sicher jüngeren Datums, aber schwer zu datieren sind die Reste der Wallburgen auf dem Hohenbühl, dem vorgelagerten Falzig, sowie dem Jobenbühl und dem Wilden-Mann-Bühl im Montiggler Wald. An der Straße zum Kreiter Sattel beim heutigen Versuchszentrum Laimburg befindet sich das bronze- bis eisenzeitliche Gräberfeld Stadlhof. Noch heute landschaftsprägend sind die mittelalterlichen Geschichtszeugnisse: Am Nordende des Mitterbergs beherrscht Schloss Sigmundskron den Bozner Talkessel, knapp unterhalb der Passhöhe des Kreiter Sattels liegt die Laimburg, auf der sich direkt südlich erhebenden Anhöhe (576 m) befindet sich die Leuchtenburg.